# フェリックス・ブラックモン
フェリックス・ブラックモン（フランス語: Félix Bracquemond, 1833年5月22日 - 1914年10月27日）はフランスの画家、版画家、陶芸家である。

## 略歴
パリで生まれた。乗馬学校の講師見習いとして働いた後、版画工房で働き始め、ドミニク・アングルに学んだことのあるジョゼフ・ギシャールに才能を認められ、ギシャールの工房に迎えられた。19歳になった1852年にサロン・ド・パリに出展し、美術評論家テオフィル・ゴーティエらに注目された。
1863年には版画を出展するが、この時審査で落選し、この年落選した多くの芸術家の請願によって開かれた「落選展」に出展した。1862年にエッチング版画家協会（Société des Aquafortistes）に入会した。友人になったエドゥアール・マネや、アンリ・ファンタン=ラトゥール、アルフォンス・ルグロ、ヨハン・ヨンキント、オーギュスタン・テオデュール・リボーといった印象派の画家も版画に取り組むことになった。
1869年に「印象派」の画家、マリー（旧姓：Quivoron-Pasquiou）と結婚した。1870年頃にはセーヴルの陶器会社などのために陶器のデザインもした。
印象派の画家たちとの交流から、1874年に開かれた第1回印象派展に、肖像版画やジョゼフ・マロード・ウィリアム・ターナーやアングルの原画をもとにした複製版画を出展した。1879年の第4回の印象派展にも出展した。

## 作品

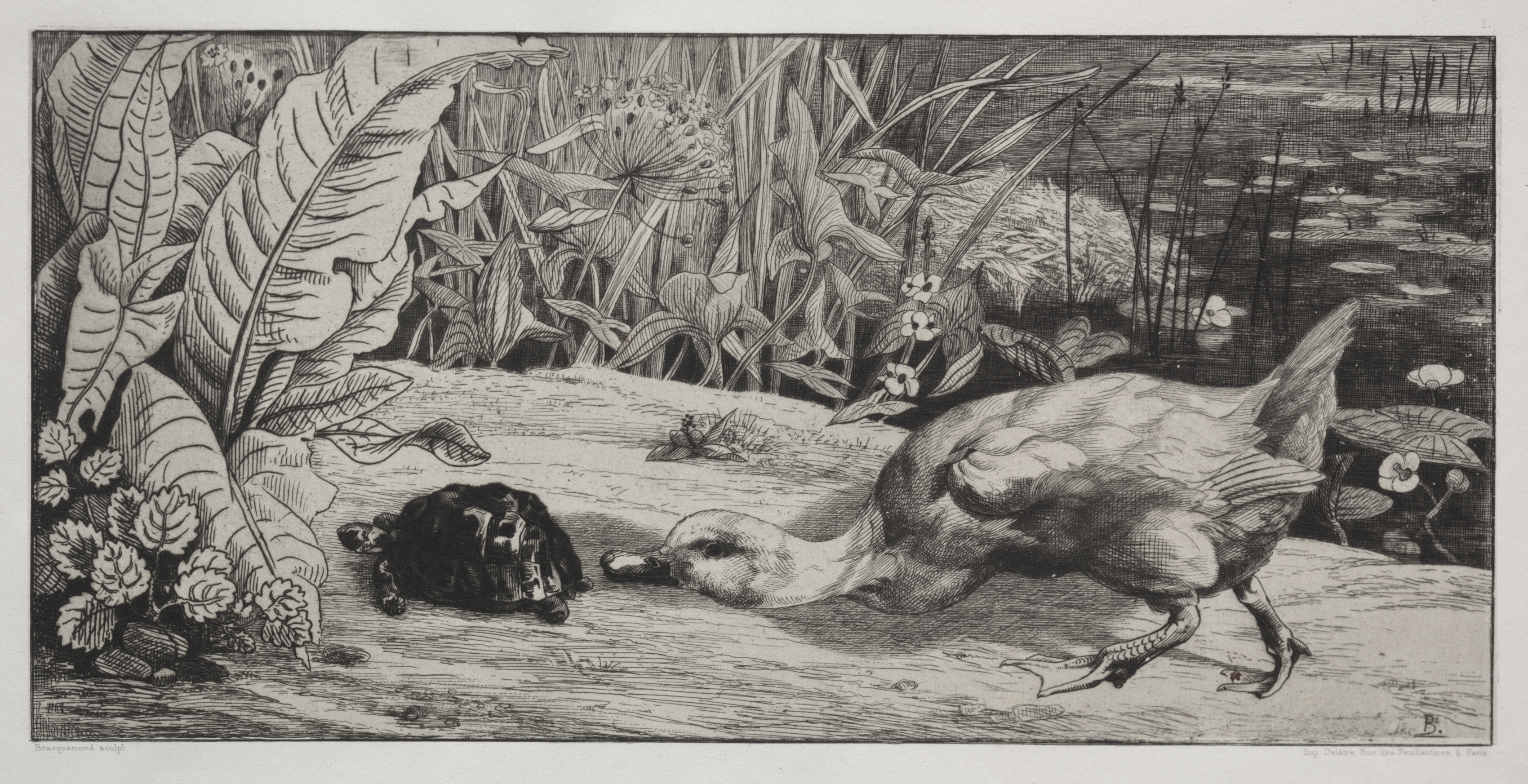
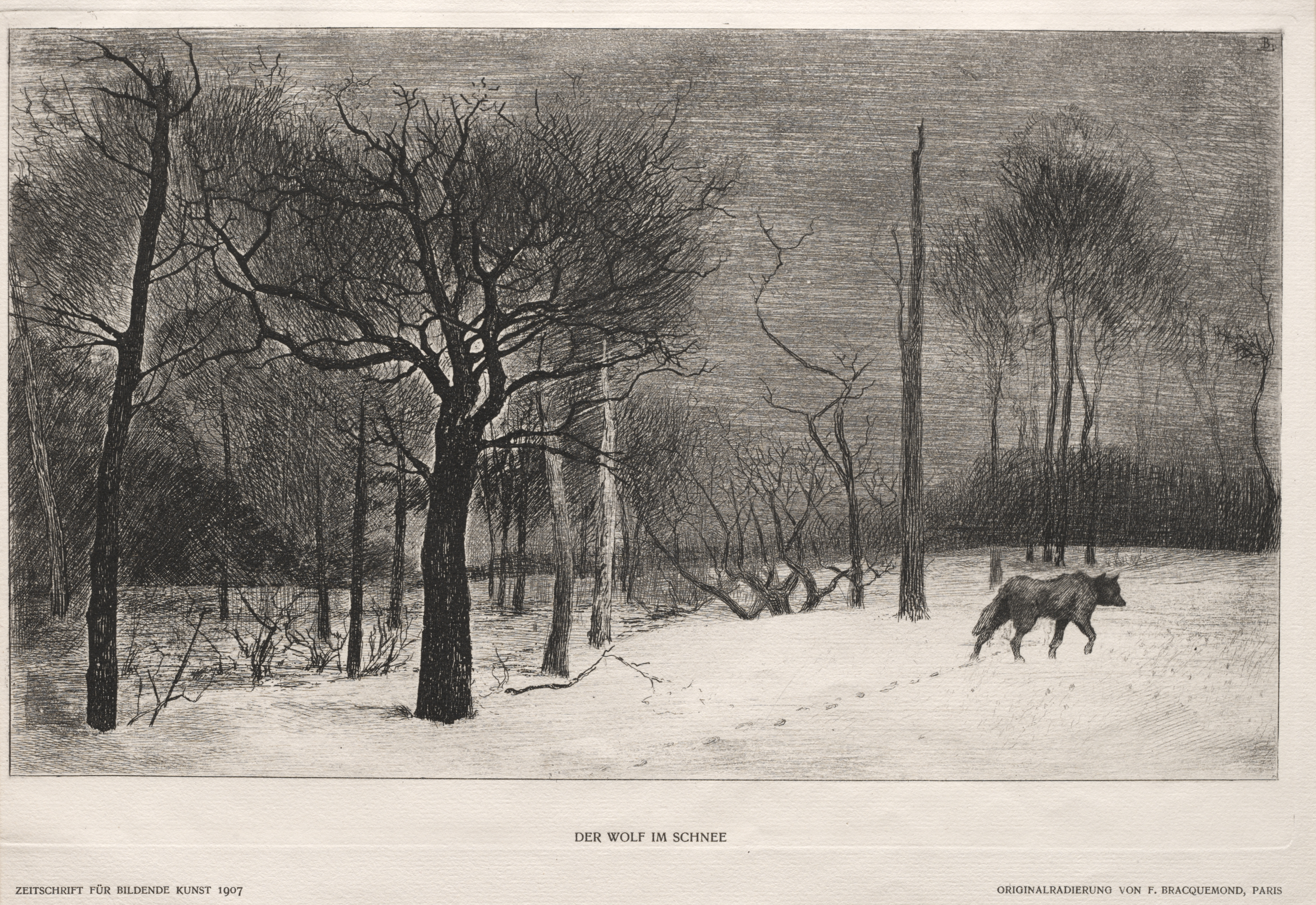
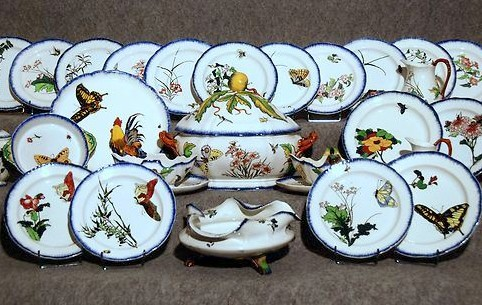
陶器デザイン

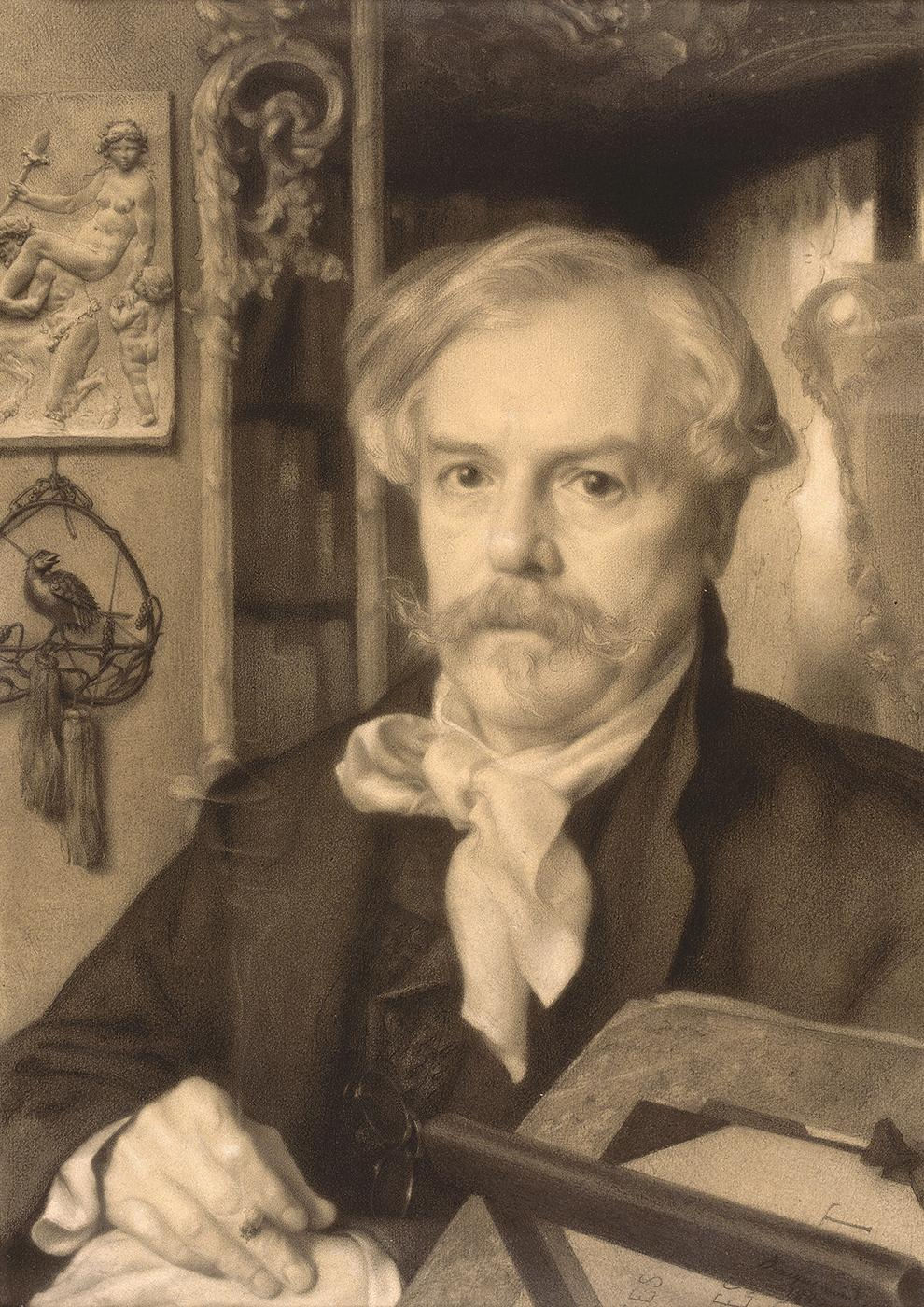
エドモン・ド・ゴンクール
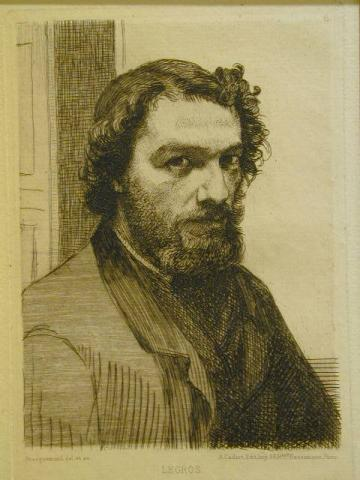
アルフォンス・ルグロ
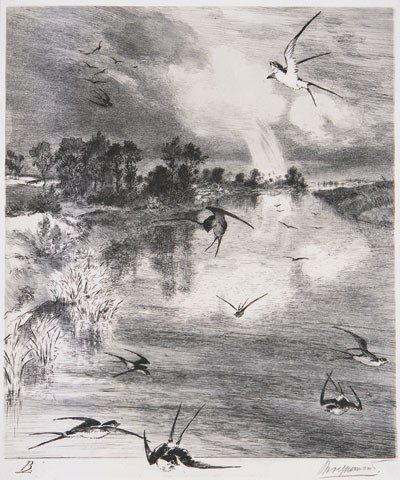
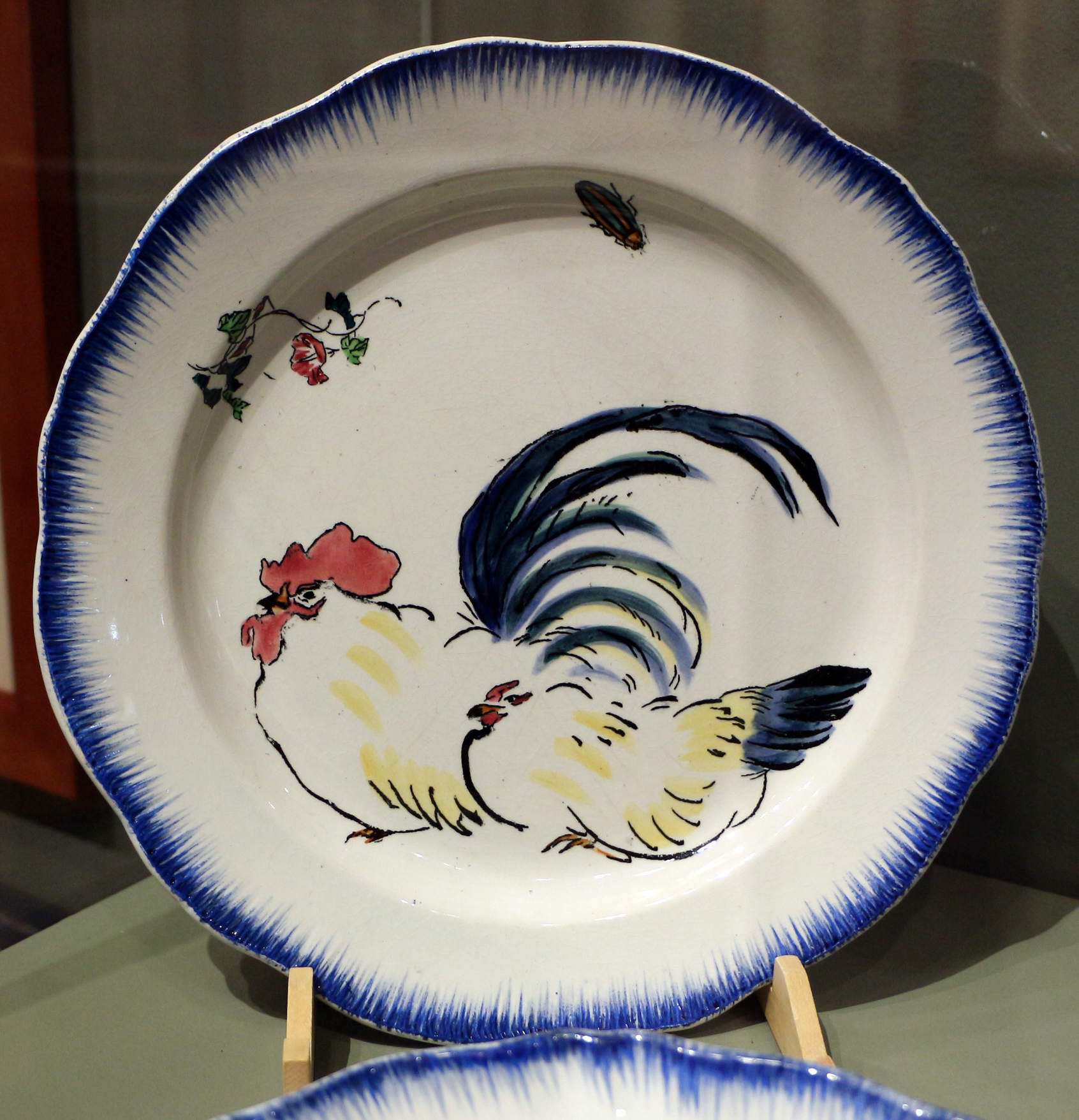

## 逸話
- 当時、欧州に輸出されていた陶磁器の梱包に使われていた葛飾北斎の『北斎漫画』を発見。自身の秘蔵本と引き換えに譲ってもらい、友人である印象派の画家たちに見せ回ったことがある[4]。